# Bruno Lehmann
Bruno „Tute“ Lehmann (* 8. Februar 1896 in Forst (Lausitz); † 25. September 1969 in Bad Nauheim) war ein deutscher Fußballspieler, der als Aktiver von Hertha BSC in den Jahren 1930 und 1931 die Deutsche Meisterschaft gewann.

## Spielerkarriere

### FC Askania und SC Viktoria Forst, bis 1928
In Forst, am Westufer der Neiße, begann die Karriere von Bruno Lehmann bei FC Askania Forst. Nach dem Ersten Weltkrieg entwickelte er sich bei FC Viktoria Forst zu deren überragender Spielerpersönlichkeit. Mit den Blau-Weißen vom Viktoriaplatz zog er von 1920 bis 1926 sechsmal in die Endrunde im Landesverband Südost ein. In den Jahren 1922, 1925 und 1926 qualifizierte sich Viktoria Forst mit „Tute“ Lehmann als Südostvertreter für die Spiele um die deutsche Fußballmeisterschaft. Viktoria scheiterte jeweils in der ersten Runde an Norden-Nordwest Berlin (1922), Schwarz-Weiß Essen (1925) und an der SpVgg Fürth in der Saison 1925/26. Im Südosten hatte es Forst mit der Konkurrenz aus Beuthen, Breslau, Gleiwitz, Kattowitz und Liegnitz zu tun. „Tute“ Lehmann war ein Spielmachertyp der zumeist auf Halblinks dem Spiel seiner Mannschaft den Stempel aufdrückte. Trotz ausgezeichneter Technik zeichnete er sich auch mit geradlinigem und robustem Spiel aus und erzielte auch mit knallharten Torschüssen Treffer. Seine Vielseitigkeit bewies er auch auf der Mittelläufer- und Mittelstürmerposition. Sportlich krönte er seine Zeit mit Forst, als er in der Runde 1927/28 mit der Verbandsauswahl von Südostdeutschland nach einem 3:2-Halbfinalerfolg im Januar 1928 in Chemnitz gegen Mitteldeutschland in das Finale um den Bundespokal am 29. April in Breslau gegen Norddeutschland einzog. Der 32-Jährige war als Chef der Abwehr der Garant des 2:0-Überraschungserfolges gegen die Nordvertretung. Als linker Läufer unterstützte Fritz Langner und auf Halbrechts Fritz Blaschke die Bemühungen der Spielerpersönlichkeit aus Forst.
Um seine Ausbildung zum Sportlehrer erfolgreich beenden zu können, zog „Tute“ Lehmann im Sommer 1928 nach Berlin und schloss sich neben dem Studium an der Deutschen Hochschule für Leibesübungen Hertha BSC als Spieler an.

### Hertha BSC, 1928 bis 1933
Bereits in der ersten Saison, 1928/29, erlebte der Mann aus Forst große Erfolge in Berlin. Er gewann unter Trainer Richard Girulatis zuerst die Meisterschaft in der VBB-Oberliga, Staffel A, danach im dritten Entscheidungsspiel am 26. Mai 1929 vor 40.000 Zuschauern gegen Tennis Borussia (Sieger der Staffel B) die Berliner Meisterschaft. In der Staffelmeisterschaft wird er mit 14 Einsätzen und 28 Toren gelistet und führt damit die interne Torschützenlister vor Willi Kirsei mit 18 Toren an. Debütiert hatte er bei Hertha am 7. Oktober 1928 bei einem 5:3-Auswärtserfolg gegen SC Minerva 93, wo er sich sogleich mit zwei Treffern auszeichnen konnte. Mit der Hertha zog er nach Erfolgen über Preußen Hindenburg, FC Schalke 04 und im Halbfinale gegen den 1. FC Nürnberg (im Entscheidungsspiel am 21. Juli 1929 erzielte „Tute“ in der 74. Minute den Siegtreffer zum 3:2-Endstand) in das Endspiel um die deutsche Fußballmeisterschaft ein. Gegen die zweite fränkische Spitzenmannschaft, die SpVgg Fürth mit Hans Hagen, Ludwig Leinberger und Andreas Franz, fand das Finale am 28. Juli 1929 vor 50.000 Zuschauern in Nürnberg statt. Fürth setzte sich mit einem 3:2-Sieg durch und der Lausitzer musste sich mit der Vizemeisterschaft begnügen. Mit der Verbandsauswahl von Brandenburg hatte er aber bereits am 28. April 1929 in Berlin mit einem 4:1-Sieg gegen Norddeutschland den Bundespokal gewonnen. Auf Halblinks steuerte er zwei Treffer dazu bei. Mit Paul Gehlhaar, Willi Völker, Ernst Müller, Hans Ruch und Johannes Sobeck standen noch fünf weitere Mannschaftskameraden von Hertha im Team von Brandenburg. Insgesamt bestritt Lehmann von 1919 bis 1932 im Bundespokal 16 Spiele und erzielte dabei sechs Tore.
In seiner zweiten Saison erzielte „Tute“ Lehmann – der Routinier war bereits 34 Jahre alt – 27 Treffer in zwölf Spielen und qualifizierte sich mit Hertha erneut für die Endrunde um die deutsche Meisterschaft, die mit einem 5:4-Sieg am 22. Juni 1930 in Düsseldorf gegen Holstein Kiel als Deutscher Meister abgeschlossen werden konnte. Im Finale erzielte er zwei Tore. Der Berliner Angriff mit Hans Ruch, Johannes Sobeck, Lehmann, Willi Kirsei und Hermann Hahn erzielte ein Tor mehr als die Kieler Nationalspieler Johannes Ludewig, Werner Widmayer und Franz Esser. Die erfolgreiche Titelverteidigung gelang Hertha BSC 1931 mit dem identischen Angriff des Vorjahres durch den 3:2-Sieg am 14. Juni 1931 in Köln gegen den TSV 1860 München. Im Müngersdorfer-Stadion wehrten sich die „Löwen“ um Alfred Riemke, Josef Wendl, Alois Pledl und Ludwig Lachner nach besten Kräften, aber Hertha, das vorher bereits die spielstarken Fürther und den Hamburger SV ausgeschaltet hatte, setzte sich am Ende verdient durch. „Tute“ Lehmann kam von 1922 bis 1931 auf 15 Endrundenspiele und erzielte dabei zehn Tore.

### SC Wacker 04 Tegel, 1933 bis 1934
Nach der Saison 1932/33 beendete der 37-jährige Lehmann seine Zeit bei Hertha BSC und ließ seine Karriere mit der Saison 1933/34 beim SC Wacker 04 Tegel in der Gauliga Berlin-Brandenburg ausklingen.

## Trainerkarriere
Der Sportlehrer blieb dem Fußball als Trainer erhalten und übernahm die Aufgabe als Gausportlehrer in Ostpreußen. Während des Zweiten Weltkrieges betreute er den SV Prussia-Samland Königsberg und den SV Rasensport-Preußen Königsberg. Nach dem Ende des Krieges war er in Süd- und Westdeutschland beim VfL Konstanz, Cronenberger SC, beim VfB Marathon 06 Remscheid und bei der TuRU Düsseldorf tätig.
Lehmann starb am 6. August 1969 an den Folgen eines Schlaganfalls.